# Nondalton
Nondalton és una població dels Estats Units a l'estat d'Alaska. Segons el cens del 2007 tenia 183 habitants.

## Demografia
Segons el cens del 2000, Nondalton tenia 221 habitants, 68 habitatges, i 49 famílies La densitat de població era de 10,2 habitants/km².
Dels 68 habitatges en un 47,1% hi vivien nens de menys de 18 anys, en un 36,8% hi vivien parelles casades, en un 11,8% dones solteres, i en un 27,9% no eren unitats familiars. En el 23,5% dels habitatges hi vivien persones soles el 4,4% de les quals corresponia a persones de 65 anys o més que vivien soles. El nombre mitjà de persones vivint en cada habitatge era de 3,25 i el nombre mitjà de persones que vivien en cada família era de 3,78.
Per edats la població es repartia de la següent manera: un 39,8% tenia menys de 18 anys, un 7,7% entre 18 i 24, un 29,9% entre 25 i 44, un 14,9% de 45 a 60 i un 7,7% 65 anys o més.
L'edat mediana era de 28 anys. Per cada 100 dones hi havia 121 homes. Per cada 100 dones de 18 o més anys hi havia 133,3 homes.
La renda mediana per habitatge era de 19.583 $ i la renda mediana per família de 20.694 $. Els homes tenien una renda mediana de 27.500 $ mentre que les dones 11.250 $. La renda per capita de la població era de 8.411 $. Aproximadament el 37,3% de les famílies i el 45,4% de la població estaven per davall del llindar de pobresa.

## Poblacions més properes
El següent diagrama mostra les poblacions més properes.